# オール・マイ・チルドレン
オール・マイ・チルドレン (All My Children) は、アメリカのABCで1970年1月5日から2011年9月23日まで放送された昼ドラ。AMCと略称され、架空都市のペンシルベニア州パインバリーを舞台とする。
番組当初から1977年までは30分の放送だったが、のちに60分番組となっていた。